# Silk Cayes
Silk Cayes är öar i Belize. De ligger i distriktet Stann Creek, i den sydöstra delen av landet, 120 km sydost om huvudstaden Belmopan.